# (4725) Milone
(4725) Milone es un asteroide perteneciente al cinturón de asteroides, descubierto el 31 de diciembre de 1975 por el equipo del Observatorio Félix Aguilar desde el Complejo Astronómico El Leoncito, San Juan, Argentina.

## Designación y nombre
Designado provisionalmente como 1975 YE. Fue nombrado Milone en honor al astrónomo argentino Luis Ambrosio Milone que ha estado trabajando en el campo de la astrofísica estelar durante más de 30 años.

## Características orbitales
Milone está situado a una distancia media del Sol de 2,880 ua, pudiendo alejarse hasta 3,556 ua y acercarse hasta 2,204 ua. Su excentricidad es 0,234 y la inclinación orbital 13,79 grados. Emplea 1785 días en completar una órbita alrededor del Sol.

## Características físicas
La magnitud absoluta de Milone es 12,1. Tiene 10,047 km de diámetro y su albedo se estima en 0,305.